# Dyrhólaey
Dyrhólaey är en udde i Suðurland i Island.
Den högsta punkten i närheten är Hatta, 505 meter över havet, 6,5 km nordost om Dyrhólaey. Närmaste större samhälle är Vík í Mýrdal, nära Dyrhólaey.